# Dendropsophus luteoocellatus
Espèce
Synonymes
- Hyla luteo-ocellata Roux, 1927
- Hyla luteocellata Roux, 1927
- Hyla luteoocellata Roux, 1927

Statut de conservation UICN

 LC  : Préoccupation mineure
Dendropsophus luteoocellatus est une espèce d'amphibiens de la famille des Hylidae.

## Répartition
Cette espèce est endémique du Venezuela. Elle se rencontre entre 200 et 1 600 m d'altitude de la Sierra de San Luis à la dépression d'Unare,.

## Publication originale
- Roux, 1927 : Contribution à l'erpétologie du Venezuela. Verhandlungen dem Naturforschenden Gesellschaft in Basel, vol. 38, p. 252-261.